# 第2次ドナルド・トランプ政権のタイムライン (2025年Q2)
以下は、2025年の第2四半期の2025年4月1日から2025年6月30日までの、第2次トランプ政権のタイムラインである。他の四半期に移動するには、ドナルド・トランプ政権のタイムラインを参照。

## タイムライン

### 2025年4月
| 第11週            | |            |
| 日付              | 出来事 | 写真・動画 |
| 4月1日（火曜日）  | - ファースト・レディのメラニア・トランプが第19回国際勇気ある女性賞の授賞式でスピーチを行う。 |            |
| 4月2日（水曜日）  | - トランプが「解放の日」と名付けたスピーチで、4月5日に有効になるすべての輸入品に対する全世界一律の10%の関税（カナダとメキシコを除く）と、トランプがアメリカ合衆国に対して課されていたと主張する関税に基づく、4月9日に有効になる追加の「相互」関税を発表する。 |            |
| 4月3日（木曜日）  | |            |
| 4月4日（金曜日）  | - トランプ大統領が、イエメンのフーシテロリストに対するアメリカ軍の空爆のビデオ映像を共有する。 |            |
| 4月5日（土曜日）  | |            |
| 4月6日（日曜日）  | |            |
| 第12週            | |            |
| 日付              | 出来事 | 写真・動画 |
| 4月7日（月曜日）  | - トランプ大統領が、ベンヤミン・ネタニヤフ首相とホワイトハウスで2国間会議を行う。 |            |
| 4月8日（火曜日）  | |            |
| 4月9日（水曜日）  | - トランプ大統領が、前サイバーセキュリティ・社会基盤安全保障庁（CISA）長官クリス・クレブスと、前国土安全保障省（DHS）首席補佐官マイルズ・テイラーのセキュリティ・クリアランスを剥奪する大統領令を発令し、さらに、司法長官および国家情報長官に対して、クレブスとテイラーに「関連する組織内のすべての個人」に対してもセキュリティ・クリアランスを剥奪するよう指示する。 - トランプ大統領がTruth Social上で、当日の朝に発効した10%を超える相互関税について、中国を除く全ての国に対して90日間停止する一方、中国の最低関税率を145%に引き上げることを発表する。 |            |
| 4月10日（木曜日） | |            |
| 4月11日（金曜日） | |            |
| 4月12日（土曜日） | |            |
| 4月13日（日曜日） | |            |
| 第13週            | |            |
| 日付              | 出来事 | 写真・動画 |
| 4月14日（月曜日） | - トランプ大統領が、エル・サルバドルのナジブ・ブケレ大統領とホワイトハウスで2国間会談を行う。 |            |
| 4月15日（火曜日） | |            |
| 4月16日（水曜日） | - トランプ大統領がイースターの祈りの礼拝と夕食に参加する。 |            |
| 4月17日（木曜日） | - トランプ大統領が、ホワイトハウスでイタリアのジョルジャ・メローニ首相と2国間会談を行う。 |            |
| 4月18日（金曜日） | |            |
| 4月19日（土曜日） | |            |
| 4月20日（日曜日） | - ヴァンス副大統領が、イタリアのローマにあるカトリック教会の長である教皇フランシスコを死去の前日に訪問する。 |            |
| 第14週            | |            |
| 日付              | 出来事 | 写真・動画 |
| 4月21日（月曜日） | - トランプ大統領が教皇フランシスコの死去を追悼する。 - トランプ大統領とファーストレディメラニア・トランプがホワイトハウスのイースターエッグロールを主催する。 |            |
| 4月22日（火曜日） | |            |
| 4月23日（水曜日） | |            |
| 4月24日（木曜日） | - トランプ大統領が、ホワイトハウスでノルウェーのヨーナス・ガール・ストーレ首相と二国間会議を行う。 |            |
| 4月25日（金曜日） | |            |
| 4月26日（土曜日） | - トランプ大統領がサン・ピエトロ広場で行われた教皇フランシスコの葬儀に出席する。 - トランプ大統領とウクライナ大統領ウォロディミル・ゼレンスキーが、2か月前のホワイトハウス大統領執務室での会談以来ローマで初めて会い、会合を行う。 |            |
| 4月27日（日曜日） | |            |
| 第15週            | |            |
| 日付              | 出来事 | 写真・動画 |
| 4月28日（月曜日） | |            |
| 4月29日（火曜日） | - トランプ大統領が、第2次トランプ政権の最初の100日を記念するミシガン州ウォーレンで集会を開催する。 |            |
| 4月30日（水曜日） | - アメリカ合衆国財務長官のスコット・ベッセントとウクライナの第一副首相のユリヤ・スヴィリデンコがウクライナ・アメリカ合衆国鉱物資源協定に署名する。 |            |

### 2025年5月
| 第15週            | |            |
| 日付              | 出来事 | 写真・動画 |
| 5月1日（木曜日）  | - トランプ大統領がマイケル・ウォルツを国家安全保障問題担当大統領補佐官を解任し、代わりに国連大使に任命する。トランプは国務長官のマルコ・ルビオを代理補佐官に指名する。 - トランプ大統領が、アメリカ公共放送社（CPB）に対して公共メディアのNPRとPBSへの直接および間接的な資金提供を法律で許される極限まで廃止させる大統領令を発令する。 |            |
| 5月2日（金曜日）  | |            |
| 5月3日（土曜日）  | |            |
| 5月4日（日曜日）  | |            |
| 第16週            | |            |
| 日付              | 出来事 | 写真・動画 |
| 5月5日（月曜日）  | |            |
| 5月6日（火曜日）  | |            |
| 5月7日（水曜日）  | |            |
| 5月8日（木曜日）  | |            |
| 5月9日（金曜日）  | |            |
| 5月10日（土曜日） | |            |
| 5月11日（日曜日） | |            |